# توشيو قوتو
توشيو قوتو (باليابانية: 後藤俊夫؛ بالكانا: ごとう としお) هو مخرج ياباني، ولد في 6 نوفمبر 1938.

## روابط خارجية
- توشيو قوتو على موقع IMDb (الإنجليزية)
- توشيو قوتو على موقع قاعدة بيانات الفيلم (الإنجليزية)